# Un cadillac de oro macizo
Un cadillac de oro macizo (título original: The Solid Gold Cadillac) es una película de comedia estadounidense de 1956 dirigida por Richard Quine y protagonizada por Judy Holliday y Paul Douglas. Es también una adaptación de la obra de teatro homónima de George S. Kaufman y Howard Teichmann.

## Argumento
Laura Partridge es una mujer soltera que recientemente se ha convertido en una accionista pequeña de International Project, una compañía grande poseedora de muchas otras empresas con su central en Nueva York, y que es dirigida por Edward McKeever, un hombre honesto que va a dimitir para trabajar en el gobierno en Washington. Causa en la Junta General de Accionistas revuelo cuestionando las acciones de los ejecutivos que ahora han tomado el control de las riendas y que nadie sabe que son criminales que han trabajado para tomar la compañía con el propósito de saquearla y con ello enriquecerse de esa manera, mientras que McKeever empieza a enamorarse de ella por su postura tan desafiante y abierta como la que tiene él.
Para neuralizarla le dan trabajo en la empresa como representante de las relaciones hacia los accionistas, un lugar donde no puede hacer nada. Sin embargo ella toma iniciativa y empieza a contactar desde allí a los accionistas pequeños motivándoles para que compren acciones de la empresa. Cuando se dan cuenta de que el plan ha fallado, ellos tratan de acabar con ella, pero ella se ha enterado de parte de sus acciones viles como haber destruido una de sus propias empresas y los coacciona para ponerlos en su sitio y solidificar su posición en la empresa.
Luego tratan de enviarla a McKeever en nombre de la empresa para mantenerla alejada. Sabiendo de sus intenciones, ella se va allí y le informa de lo que han estado haciendo sus antiguos subordinados. Le convence para que vuelva y ponga las cosas completamente en su sitio allí. Sin embargo ellos, dándose mientrastanto cuenta que sin sus acciones pueden echarlo e incluso echar a Partridge, ellos los echan.
Sin embargo ambos deciden contraatacar. Incluso descubren más de sus acciones viles. Consiguen reclutar a los pequeños accionistas y convencerles a que les den el voto informándoles de lo que han hecho. Mientrastanto descubren que gracias a las acciones de Partridge incluso tienen ahora más acciones que los 4 ejecutivos de la empresa y gracias a ello, a pesar de sus esfuerzos, consiguen en la siguiente reunión de accionistas echarlos de sus puestos y acabar con sus acciones de forma definitiva. 
Finalmente McKeever recupera la empresa, y Partridge se vuelve la número dos de ella. Consiguen volver a hacer florecer la compañía y se casan. Como agradeciemiento por todo lo que han estado haciendo, los accionistas les dan para su boda un regalo de bodas muy especial, un cadillac de oro macizo.

## Reparto
- Judy Holliday	- Laura Partridge
- Paul Douglas - Edward L. McKeever
- Fred Clark - Clifford Snell
- John Williams - John T. 'Jack' Blessington
- Hiram Sherman - Harry Harkness
- Neva Patterson - Amelia Shotgraven
- Ralph Dumke - Warren Gillie
- Ray Collins - Alfred Metcalfe
- Arthur O'Connell - Mark Jenkins

## Recepción
La película fue un gran éxito de taquilla.

## Premios

### Óscar
| Año  | Categoría                             | Persona    | Resultado |
| ---- | ------------------------------------- | ---------- | --------- |
| 1956 | Óscar al mejor vestuario              | Jean Louis | Ganador   |
| 1956 | Óscar a la mejora dirección artística |            | Nominado  |

### Otros premios
- 1956: Globos de Oro: 2 Nominaciones (Mejor comedia y actriz)
- 1956: Premios Laurel: 1 Premio a mejor actriz
- 1956: Premios WGA:: 1 Nominación (Mejor Guion de Comedia)